# Чулень
Чулень, Чулені (рум. Ciuleni) — село у повіті Клуж в Румунії. Входить до складу комуни Мергеу.
Село розташоване на відстані 354 км на північний захід від Бухареста, 47 км на захід від Клуж-Напоки.

## Населення
За даними перепису населення 2002 року у селі проживали 110 осіб, усі — румуни. Усі жителі села рідною мовою назвали румунську.